# Ferragus XXIII
Ferragus XXIII, de son vrai nom Gratien-Victor-Jean-Joseph Bourignard, est un personnage de La Comédie humaine d'Honoré de Balzac. Il est un personnage central du roman Ferragus, et apparaît aussi brièvement dans le roman La Fille aux yeux d'or.
Son apparence en 1819 est décrite comme suit :

« Cet homme long et sec, dont le visage plombé trahissait une pensée profonde et glaciale, séchait la pitié dans le cœur des curieux, par une attitude pleine d’ironie et par un regard noir qui annonçaient sa prétention de traiter d’égal à égal avec eux. Sa figure était d’un blanc sale, et son crâne ridé, dégarni de cheveux, avait une vague ressemblance avec un quartier de granit. Quelques mèches plates et grises, placées de chaque côté de sa tête, descendaient sur le collet de son habit crasseux et boutonné jusqu’au cou. Il ressemblait tout à la fois à Voltaire et à don Quichotte ; il était railleur et mélancolique, plein de philosophie mais à demi aliéné. »

## Chronologie de Ferragus dansLa Comédie humaine
Ancien ouvrier, puis entrepreneur en bâtiment, il  a été jadis très riche et joli garçon, compagnon de l'ordre des Dévorants dont il est devenu le chef.
- En 1806, il est condamné à vingt ans de bagne ; il s'échappe et retourne à Paris où il vit sous divers noms d'emprunt et déguisements. Le marquis de Ronquerolles est un de ses complices et lui apporte son aide à sa sortie de bagne.
- Vers 1815, il est mêlé à plusieurs sombres affaires, dont celle de l'expédition d'Henri de Marsay à l'hôtel San-Réal pour tenter d'enlever Paquita, La Fille aux yeux d'or.
- En 1819, il est caché dans une maison au coin des rues des-Vieux-Augustins (aujourd'hui rue d'Argout) et Soly (aujourd'hui absorbée par la rue Étienne-Marcel, située environ au carrefour des rues Étienne-Marcel et du Louvre actuelles[2]). C'est là où sa fille, Clémence Desmarets, lui rend visite. Quand il s'aperçoit que Clémence est suivie à la trace par Auguste de Maulincour, il change plusieurs fois de domicile, et aussi de déguisement (il apparaît dans le monde comme « de Funcal » et « Camuset »). Il organise alors plusieurs « accidents » pour se débarrasser du jeune homme amoureux de Clémence et devenu trop curieux, et incite un duel entre Auguste et le marquis de Ronquerolles. Finalement, il parvient à empoisonner Auguste, mais Auguste a eu le temps d'alerter Jules Desmarets, le mari de Clémence, sur l'étrange conduite de sa femme. Le doute s'installe dans le ménage de Clémence, et la jeune femme meurt de chagrin car elle n'a pas pu justifier ses visites secrètes aux yeux de son mari.

Ferragus est aussi le protecteur de la grisette Ida Gruget. Rendu fou de douleur par la perte de sa fille, il finit sa vie dans le quartier de l'Observatoire de Paris, à moitié idiot, passant son temps à observer les joueurs de cochonnet au jardin du Luxembourg.